# Testis unus, testis nullus
Testis unus, testis nullus è una locuzione latina la cui traduzione italiana è che «un solo testimone, non ha alcun valore». Tale massima giuridica fu usata per la prima volta nel Medioevo, prendendo spunto dal versetto latino del libro del Deuteronomio 19,15, non stabit testis unus contra aliquem («Un solo testimone non avrà valore contro alcuno»). Secondo il principio affermato, rimasto per lungo tempo in vigore negli ordinamenti giuridici di molti Paesi e ricorrente in maniera diffusa nelle fasi processuali ed in dottrinam la testimonianza resa da una sola persona era considerata nulla. Di contro, una testimonianza di due o più persone, rispondente o meno alla verità dei fatti, veniva considerata credibile.